# 부산콘서트홀
부산콘서트홀(Classic Busan)는 대한민국의 부산광역시 부산진구 동평로 250(연지동)에 있는 클래식 전용 공연장이다.
규모는 지하 1층, 지상 3층 구조로, 대공연장(2,011석)과 소공연장(400석)을 갖추고 있다.
부산콘서트홀에 설치된 파이프오르간은 비수도권에서 처음으로 도입된 악기로, 독일 프라이부르거 오르겔바우사에서 제작하였다. 이 오르간은 4,406개의 파이프와 62개의 스톱, 4단 건반으로 구성되어 있다.
공연장 외관은 부산의 항구 도시 이미지를 반영하여 파도처럼 흐르는 곡선 형태로 설계되었으며, 인근 시민공원과 조화를 이루도록 공간 배치를 고려하였다.

## 교통편
- 부산 도시철도 1호선 양정역, 서면역
- 부산 도시철도 2호선 서면역
- 한국철도공사 동해선 부전역

## 같이 보기
- 부산오페라하우스